# Álvaro Solano
Álvaro Enrique Solano Artavia (Alajuela, 6 de junio de 1961) es un exfutbolista costarricense. Jugó como mediocampista y la mayor parte de su carrera la realizó en la Liga Deportiva Alajuelense,  con 13 temporadas entre 1978 y 1991.

## Trayectoria
Álvaro Solano participó en una de las épocas más brillantes de la historia contemporánea del Alajuelense, tanto a nivel local como internacional. Ganó cuatro campeonatos nacionales (1980, 1983, 1984 y 1990-1991), siendo una figura clave en esos torneos. Con ese equipo obtuvo un título de la Copa de Campeones de CONCACAF en 1986, y un subcampeonato en la Copa Interamericana 1987 (ante el River Plate de Argentina).
El mediocampista también jugó dos temporadas con la A.D. Carmelita, antes de retirarse en 1993.

### Selección nacional
Solano fue parte de procesos de Selección nacional Juvenil y Mayor.  Jugó el Premundial Juvenil de 1978 en Honduras, la eliminatoria olímpica hacia Los Ángeles 1984, los Juegos Olímpicos de 1984 y los Premundiales hacia México 1986 e Italia 1990. A pesar de su destacada participación, no fue llevado a este último torneo.

### Participaciones en Juegos Olímpicos
| Torneo                   | Sede        | Resultado    |
| ------------------------ | ----------- | ------------ |
| Juegos Olímpicos de 1984 | Los Ángeles | Primera fase |

## Actualidad
Luego de su retiro a finales de 1993, Solano se dedicó a dirigir algunos equipos de la Primera y Segunda División de su país, a partir de 1999. Dirigió a la A,D. Carmelita, la A..D. Santa Bárbara y el Municipal Puntarenas. En 1999 y 2007 fue director técnico del primer equipo de Alajuelense, con el que obtuvo un subcampeonato nacional en 1999.

## Clubes
| Club                           | País       | Año         |
| ------------------------------ | ---------- | ----------- |
| Liga Deportiva Alajuelense     | Costa Rica | 1978 - 1991 |
| Asociación Deportiva Carmelita | Costa Rica | 1992 -1993  |

## Palmarés
| Título                           | Club                       | País       | Año       |
| -------------------------------- | -------------------------- | ---------- | --------- |
| Primera División de Costa Rica   | Liga Deportiva Alajuelense | Costa Rica | 1980      |
| Primera División de Costa Rica   | Liga Deportiva Alajuelense | Costa Rica | 1983      |
| Primera División de Costa Rica   | Liga Deportiva Alajuelense | Costa Rica | 1984      |
| Primera División de Costa Rica   | Liga Deportiva Alajuelense | Costa Rica | 1990-1991 |
| Copa de Campeones de la Concacaf | Liga Deportiva Alajuelense | Costa Rica | 1986      |

## Participaciones internacionales

### Juegos Olímpicos
| Torneo                   | Sede        | Resultado    |
| ------------------------ | ----------- | ------------ |
| Juegos Olímpicos de 1984 | Los Ángeles | Primera fase |